# Tianwen-2
Tianwen-2 ( en chino: 天问二号 ) es una misión espacial china planificada de exploración de cometas, que incluyen un retorno de muestras de asteroides, el cual se encuentra actualmente en desarrollo.
Tianwen-2 se conocía originalmente como la misión ZhengHe.Dicho nombre original de la misión hacía referencia al explorador de la dinastía Ming del siglo XV , Zheng He.

## Descripción
Está previsto que la Tianwen-2 se lance en un cohete Larga Marcha 3B en mayo de 2025. Utilizará propulsión eléctrica solar para explorar un asteroide coorbital cercano a la Tierra llamado 469219 Kamo'oalewa y un cometa del cinturón de asteroides llamado 311P/PANSTARRS. La sonda espacial se encontrará con Kamoʻoalewa y realizará observaciones de teledetección desde suórbita, antes de aterrizar en el asteroide para recolectar una muestra de hasta 100 gramos de regolitos. Desplegará un nanoorbitador y un nanolanzador para realizar observaciones de escáner con diversos tipos de sensores. También utilizará pequeñas cargas de explosivos para exponer posibles muestras volátiles del subsuelo para su detección y análisis.
La sonda tendrá que utilizar métodos de aterrizaje con anclaje y fijación en la superficie para intentar recolectar una muestra del asteroide, similares a los de otras misiones como la Philae. Estos sistemas de fijación difieren a los de otras misiones como la OSIRIS-REx o la japonesa Hayabusa2, que utilizaron sistemas de touch-and-go donde las sondas recogen las muestras sin fijarse en la superficie. Por ello, sería la primera vez que se utiliza un sistema de fijación en la superficie de un asteoide para recolectar muestras.
Tras completar la misión, Tianwen-2 regresará a la Tierra para dejar caer una cápsula de retorno que contendrá las muestras y realizar una maniobra de asistencia gravitacional para impulsar la nave espacial y continuar hacia su siguiente objetivo, el cometa 311P/PANSTARRS. También se sopesa la posibilidad de intentar un sobrevuelo de algún asteroide todavía sin determinar en su ruta hacia 311P/PANSTARRS. Una vez alcanzado el cometa, se realizarán mediciones desde su órbita durante al menos un año.

## Historia
En 2018, investigadores de la Academia de Ciencias de China propusieron una hoja de ruta de exploración del espacio profundo que cubría la década de 2020-2030, que incluía una misión de exploración de asteroides cuyo lanzamiento estaba previsto para alrededor de 2022 o 2024. En la primavera de 2019, después de que la Academia China de Tecnología Espacial (CAST) llevara a cabo un estudio de diseño para la misión, la CNSA comenzó a solicitar propuestas internacionales para los instrumentos científicos que equiparían en la Tianwen-2.

## Instrumentos
Esta sonda incorporará varios tipos de instrumentos, incluidas cámaras multiespectrales y en color de ángulo amplio/estrecho, un espectrómetro de emisión térmica, un espectrómetro de imágenes visible/infrarrojo cercano, un espectrómetro de masas, un magnetómetro y un analizador de partículas y polvo.